# Amor confluente
El amor confluente es un modelo de amor o de relación de pareja que aparece con la revolución sexual a mediados del siglo xx en la cultura occidental. Se define por oposición al amor romántico, que era el modelo dominante en ese entonces. El término fue acuñado por el sociólogo británico Anthony Giddens en su libro de 1992, La transformación de la intimidad: sexualidad amor y erotismo en las sociedades modernas. Este autor utiliza el término relación pura para definir las relaciones que surgen a partir del amor confluente.

## Origen
Este modelo de amor surge de la mano de las transformaciones en la esfera pública y privada que implicó la revolución sexual: la anticoncepción, la aceptación de la homosexualidad, la mejora relativa de la posición de la mujer en la sociedad y el reconocimiento de la necesidad de lograr una mayor igualdad entre los géneros, la legalización del divorcio, las transformaciones en la familia, entre otras. Estas nuevas ideas necesitaban revisar el modelo de amor romántico que dominaba hasta el momento, en particular, la posición de la mujer dentro de las relaciones de pareja: era necesario democratizarlas.

## Características
En cuanto a la consideración del «yo», las personas se sienten íntegras y completas por sí solas y las relaciones en las que se involucran solo vienen a aportarles satisfacción sexual y afectiva, dándole mayor importancia a la asociación voluntaria. En el amor romántico las personas sienten que no están completas sin la persona amada; la idea de la «media naranja».
Con relación a la duración de las relaciones, no existe una duración predeterminada, como en el amor romántico en cual el ideal es el amor eterno. Las relaciones duran mientras se mantiene el interés de los involucrados, si alguno de los dos elige terminarla, la relación se da por terminada. 
Tiene pretensión de igualdad de género al interior de la pareja, en cuanto a las relaciones de poder y en cuanto al dar y recibir emocional. 
Le da mucha importancia a la satisfacción sexual, al mismo nivel que la vinculación afectiva. Para ello vuelve al desarrollo de un «arte del erotismo». Este tipo de amor legitima las fantasías y diversas técnicas sexuales que tienen como fin al placer sexual. La difusión de juguetes sexuales o los temas sobre el acto sexual del libro Kama Sutra en occidente, son ejemplos de esto. 
En cuanto a la conducta sexual, se abandona la monogamia y la heterosexualidad como conductas únicas, como lo eran en el modelo del amor romántico. La cuestión de la monogamia pasa a ser un acuerdo interno de la pareja, constituyéndose, en algunos casos parejas swingers o abiertas. Si bien el amor confluente viene a legitimar las parejas homosexuales, esto no significa que toda relación de pareja homosexual responde exactamente al modelo de amor confluente. Los ideales románticos también permean a las parejas del mismo sexo.
El matrimonio (legal o religioso) y los hijos dejan de ser objetivos o formas de legitimación de las relaciones.

## Importancia del concepto
Muchas corrientes ven que el amor romántico es la forma en el que el carácter de la sociedad aparece en las relaciones de pareja; que ese modelo, que todavía hoy persiste, está sostenido por mitos y que hoy se ha convertido en un escenario que propicia la falta de modernismo. Para estas corrientes el concepto es útil como forma de popularizar modelos de relaciones entre las personas distintos al amor romántico que no reproduzcan la opresión y el sometimiento hacia las mujeres. En palabras de Giddens:

“El modelo de amor confluente implica la existencia de un marco ético para el fomento de una emoción no destructiva en la conducta individual y en la conducta comunitaria. Proporciona la posibilidad de revitalización de lo erótico –no como una habilidad de las mujeres impuras- sino como una cualidad genérica de la sexualidad en las relaciones sociales, formada por las atenciones mutuas y no por un poder desigual. El erotismo es el cultivo del sentimiento, expresado por la sensación corporal, en un contexto de comunicación; un arte de dar y recibir placer. Escindido del poder diferencial, puede hacer revivir las cualidades estéticas de las que habla Marcuse”
A. Giddens (1998:182) 